# 高峰温泉

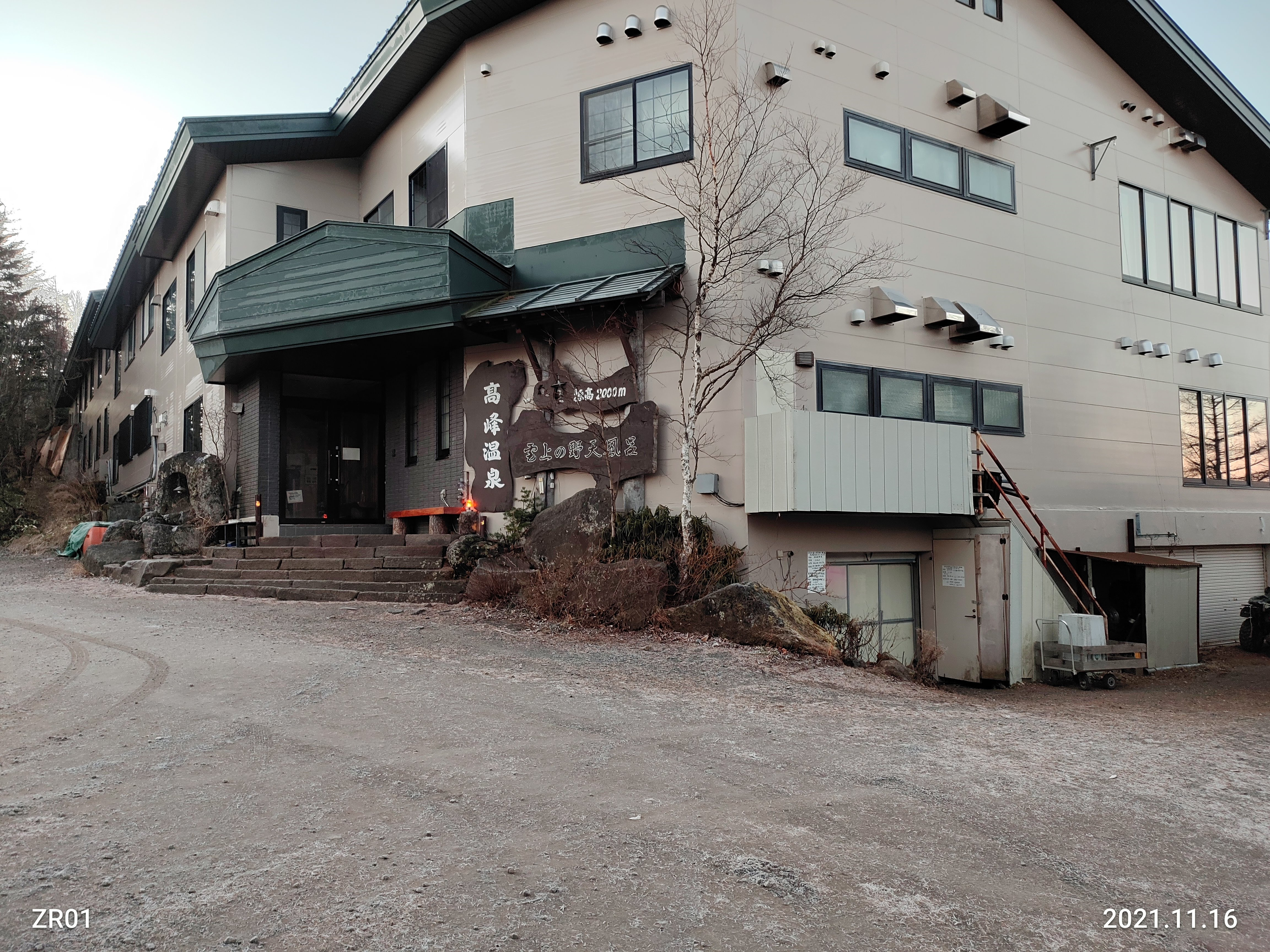
高峰温泉外観

高峰温泉（たかみねおんせん）は、長野県小諸市菱平にある温泉。上信越高原国立公園区域内にある。

## 泉質
カルシウム・ナトリウム - 炭酸水素塩泉

## 温泉地
標高2000メートルの高峰高原に、一軒宿の「高峰温泉」がある。ランプの宿としても知られる。名物は、雲海を望む露天風呂である。

## 歴史
開湯は明治時代初期。地元の農民が深沢川から約12キロメートルの山道で、家畜の餌となる牧草を刈りにきた帰りに、岩から湧き出る温泉を見つけたのがきっかけ。
明治35年（1902年）、初代後藤音吉が源泉付近に宿の開業の準備をしていたが、土砂崩れで埋没。昭和29年（1954年）、先代の意思を継いで2代目後藤一がボーリングを実施。昭和31年（1956年）、谷間に一軒宿が開業。
昭和53年（1978年）、一軒宿が全焼。昭和58年（1983年）、高峰高原に移転して再開業。平成6年（1994年）、現在の「ランプの宿」となった。

## アクセス
- JR小梅線・しなの鉄道線小諸駅から、車で45分。
- JR上越新幹線佐久平駅から、車で30分。
- 上信越自動車道小諸ICより、車で40分。